# 都特利语
都特利语（डोटेली）是一種印度-雅利安语支，世界上大约有80万人使用 ，其中大多数居住在尼泊尔 。 传统上，它被认为是尼泊尔的西部方言，并以天城文书写。 根据2015年頒布的尼泊尔宪法第1章第6节的规定，都特利语在尼泊尔具有官方地位。都特利语有四种主要方言，即Baitadeli、Nepali Bajhangi、Darchuli和Doteli。  这些方言之间的相互理解性很高。

## 起源与历史
根据Rahul Sankrityayan的說法，都特利语是庫矛語的方言，它是由库马盎专区的Katyuri王朝統治杜提時帶到杜提的。在Katyuri王国分裂为八个不同的国家后，形成了杜提王国 。 但是在尼泊尔，都特利语長期被视为尼泊尔方言。杜提当地使用都特利語的知识分子和居民開始呼籲尼泊爾當局將都特利語認定為尼泊尔的民族语言之一。最終在2015年頒布的尼泊尔宪法第1章第6节的规定，都特利语在尼泊尔具有官方地位。 